# Zodiolestes
Lo zodioleste (gen. Zodiolestes) è un mammifero carnivoro estinto, appartenente ai mustelidi. Visse nel Miocene inferiore/medio (circa 21 - 16 milioni di anni fa) e i suoi resti fossili sono stati ritrovati in Nordamerica.

## Descrizione
Questo animale doveva essere più o meno grande quanto un odierno fossa (Cryptoprocta ferox), e anche l'aspetto era probabilmente simile. Zodiolestes era caratterizzato da un cranio abbastanza allungato e da denti carnassiali taglienti. Non vi era il canale alisfenoide, come nell'attuale bassarisco (Bassariscus astutus). La formula dentaria era 3/3, 1/1, 4/4, 2/2. Il cranio possedeva una regione post-timpanica molto corta, e l'apofisi paroccipitale era diretta all'indietro; era presente una cresta sagittale ben sviluppata. Le bolle timpaniche erano arrotondate, e fra le due bolle era presente un notevole spazio. La regione otica ricordava quella dei procionidi. La mandibola presentava un processo coronoide molto sviluppato e una fossa masseterica profonda. 

## Classificazione
Il genere Zodiolestes venne descritto per la prima volta da Elmer S. Riggs nel 1942, sulla base di resti ben conservati rinvenuti in terreni del Miocene inferiore del Nebraska. Riggs ritenne che questo animale fosse affine al genere Promartes. Zodiolestes, benché mostri caratteri intermedi tra quelli dei mustelidi e quelli dei procionidi, è considerato nei più recenti studi come un membro degli Oligobuninae, un gruppo di mammiferi carnivori dell'Oligocene-Miocene nordamericano ritenuti ancestrali ai mustelidi. La specie tipo è Zodiolestes daimonelixensis del Nebraska, ma nel 2007 è stata descritta un'altra specie (Z. freundi) proveniente dalla Florida.

## Paleobiologia
Zodiolestes doveva essere in grado di addentrarsi in cunicoli sotterranei e forse possedeva particolari abilità scavatrici: alcuni fossili di questo animale, infatti, sono stati ritrovati nelle tane sotterranee di un castoro estinto (Palaeocastor); questi cunicoli, noti come Daimonelix (da qui il nome specifico Z. daimonelixensis), erano profondi anche alcuni metri e di forma simile a quella di un cavaturaccioli. È probabile che l'esemplare di Zodiolestes sia andato in cerca di cibo nella tana scavata dai Palaeocastor e poi vi sia rimasto intrappolato. Situazioni analoghe si verificano attualmente con i cani della prateria (Cynomys ludovicianus) e i loro predatori, i furetti dai piedi neri (Mustela nigripes).